# Sierra Morena
För andra betydelser, se Sierra Morena (olika betydelser).

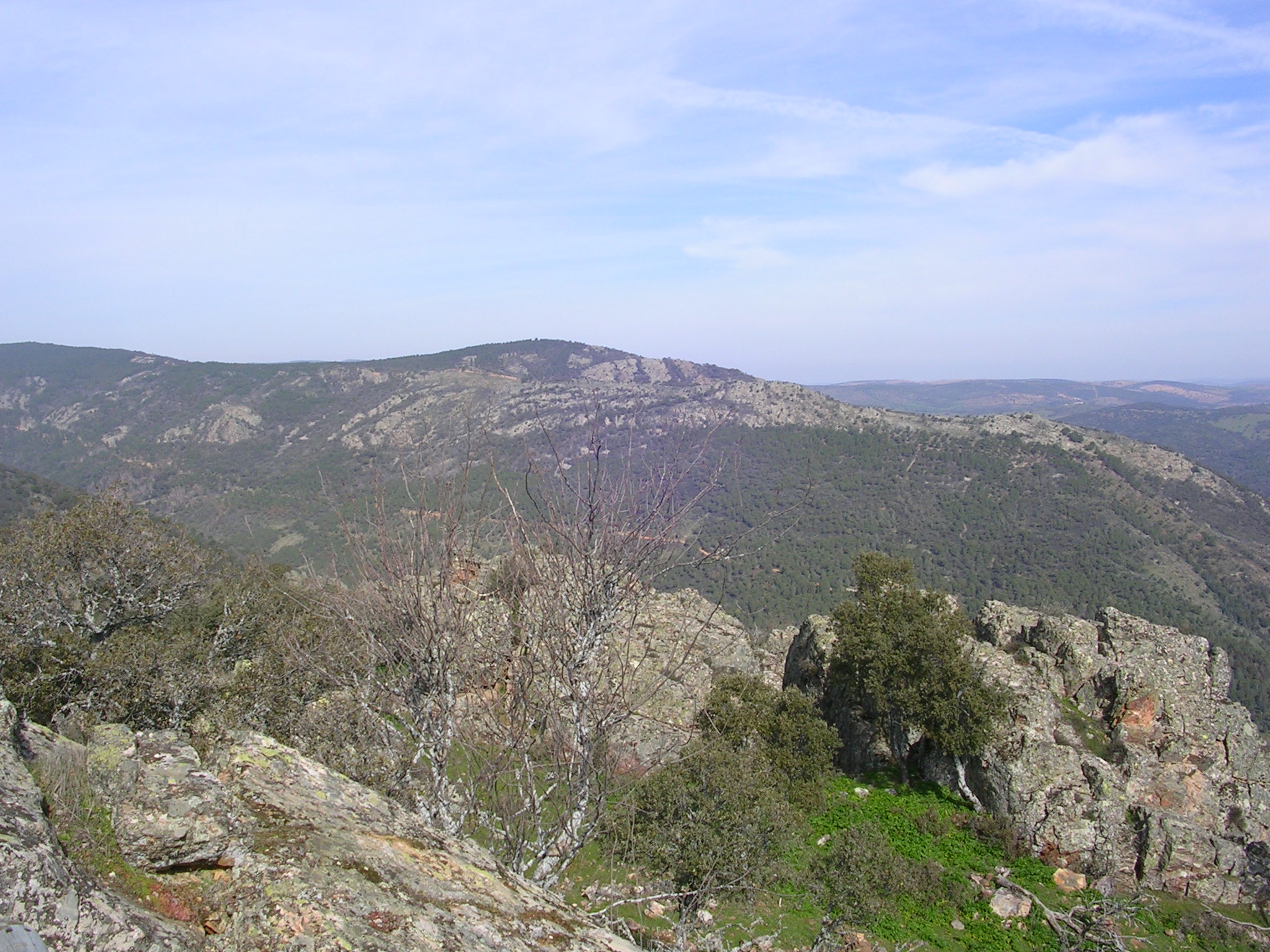
Sierra Morena vid Despeñaperros

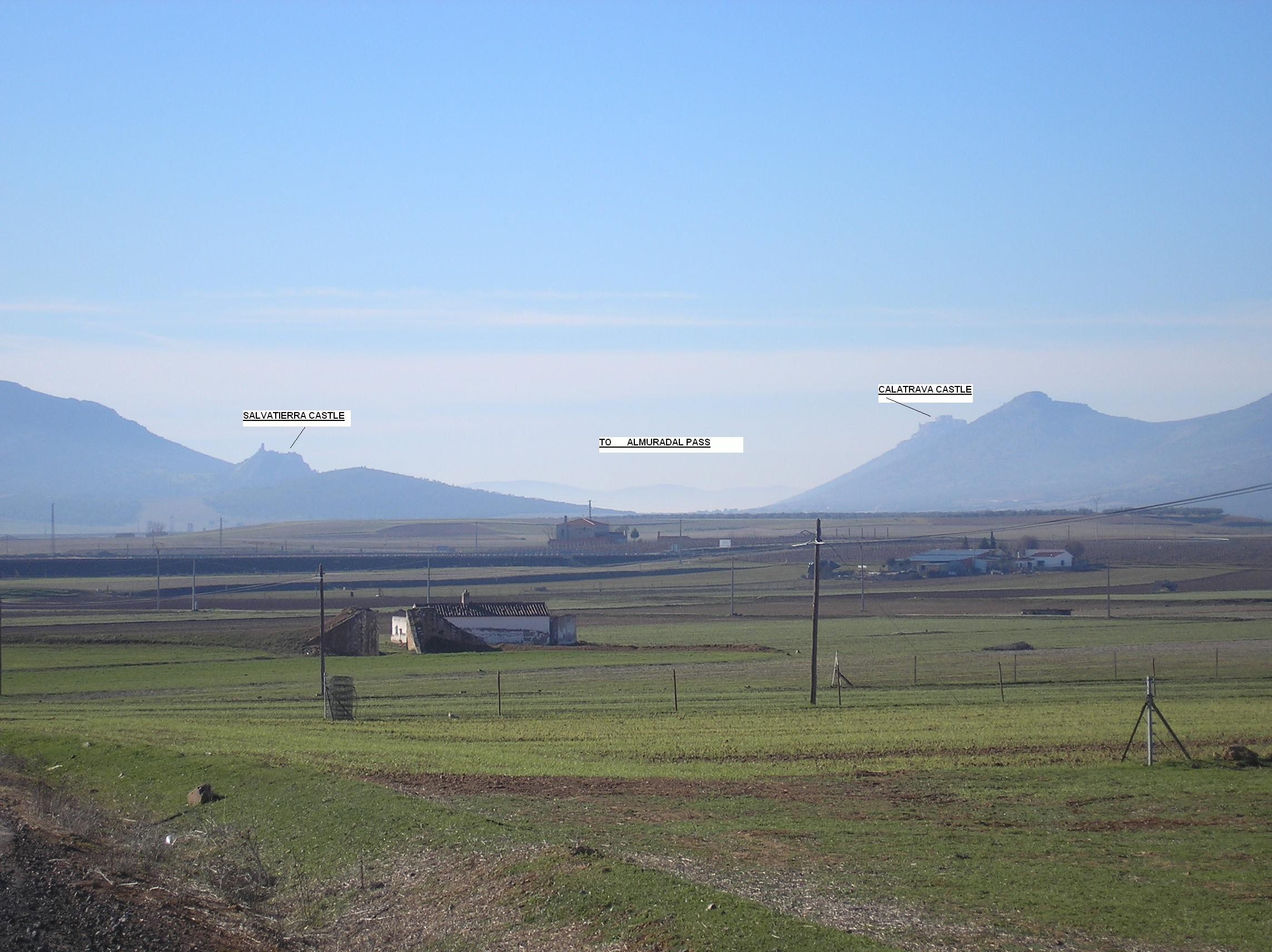
Pass till Sierra Morena; Calatrava la Nueva.

Sierra Morena är en bergskedja som sträcker sig 400 kilometer öst-väst över södra Spanien, och bildar den södra gränsen för Meseta Central på den Iberiska halvön, och utgör vattendelare mellan Guadiana i norr och Guadalquivir i söder.

## Beskrivning
Sierra Morena är resultatet av uppåtpressande tryck från Afrikanska kontinentalplattans rörelse åt norr. I bergen finns värdefulla tillgångar av bly, silver, kvicksilver, och andra metaller, av vilka några har utvunnits sedan förhistorisk tid. De gamla Ibererna använde bergspassen som väg mellan högplatån i norr och Guadalquivirbäckenet i söder.
Despeñaperros, som ligger i Jaénprovinsen, är en djup kanjon som skapats av floden Despeñaperros, med branta sidor över 500 meter höga. Den utgör ett naturligt bergspass för att gå över Sierra Morena in i Andalusien från norra delen av Iberiska halvön.
Sierra Morena-bergen var förr kända som ett tillhåll för banditer och rövare.
Bergen nämns i romanen Don Quijote, där Sancho Panza föreslår det som en tillflyktsort undan det Heliga hermandad efter att Don Quijote har fritagit en grupp galärslavar. I Voltaires satir Candide, stannar huvudpersonerna här på sin flykt från Lissabon (kapitel 9-10). Nikolaj Karamzins prosaverk från 1793 "Sierra-Morena", där den ryske författaren berättar en kärlekshistoria mellan författaren och den unga Elvira, har också tillägnats bergskedjan. Sierra Morena var också platsen för Jan Potockis "Manuscrit trouvé à Saragosse". Den spanska sången "Cielito Lindo" nämner Sierra Morena.
Mycket av Sierra Morena skyddas nu i naturparker som Despeñaperros, Sierra de Andújar (Jaén), Sierra de Cardeña-Montoro, Sierra de Hornachuelos, Sierra Madrona, Sierra Norte de Sevilla and Sierra de Aracena, i Huelva.